# Gotthard Günther
Gotthard Günther (Miłków, Baixa Silésia, 15 de junho de 1900 — Hamburgo, 29 de novembro de 1984) foi um lógico e filósofo alemão.
Em 1938 Günther emigrou, seguindo sua mulher, que já havia saído da Alemanha em 1933. Em 1940, chegou aos Estados Unidos depois de passar pela  África do Sul.
Entre 1942-1944 tornou-se lente do Colby College (Maine) e, em 1944, do Cambridge Adult Education Center. Em 1948 tornou-se cidadão estadunidense. Na mesma época encontrou John W. Campbell que introduziu Günther à literatura de ficção científica dos Estados Unidos e seu significado para a cultura do país.
Seu trabalho baseou-se em Hegel, Heidegger e em Oswald Spengler. Desenvolveu uma lógica transaristotélica (omitindo o princípio do tertium non datur).